# That's Me
That's Me är en låt av den svenska popgruppen Abba. Den är den sjunde låten på deras studioalbum "Arrival" från 1976.
"That's Me" släpptes som singel 1977, dock endast i Japan.